# Fuentealbilla
Fuentealbilla (anteriormente hasta 1860 Fuente-Albilla y desde 1860 hasta 1877 Fuentealvilla) es un municipio y localidad española de la provincia de Albacete, en la comunidad autónoma de Castilla-La Mancha. 
El municipio fuentealbillense comprende los núcleos de población de Fuentealbilla —capital municipal—, Bormate y Campoalbillo.

## Geografía
Integrado en la comarca de La Manchuela, se sitúa a 46 kilómetros de la capital provincial. El término municipal está atravesado por la carretera nacional N-322, entre los pK 394 y 402, por la carretera autonómica CM-3218 (Albacete-Casas-Ibáñez) y por carreteras locales que permiten la comunicación con Villamalea, Abengibre, Jorquera, Mahora, Golosalvo y Cenizate. 
El relieve del municipio es predominantemente llano, sobre todo por el sur, si bien cuenta con algunas ramblas y cerros dispersos por su zona nororiental. La altitud oscila entre los 768 metros (cerro Águila) y los 600 metros a orillas de una rambla, en el límite con Abengibre. El pueblo se alza a 680 metros sobre el nivel del mar. 
| Noroeste: Cenizate | Norte: Villamalea          | Nordeste: Casas-Ibáñez             |
| Oeste: Golosalvo   |                            | Este: Alcalá del Júcar y Abengibre |
| Suroeste: Mahora   | Sur: Valdeganga y Jorquera | Sureste: Jorquera                  |

## Historia
No se sabe exactamente cuándo se fundó Fuentealbilla, si bien en los alrededores se han encontrado restos ibéricos. Los primeros restos fiables son romanos, dado que se ha encontrado una cabeza de piedra de una estatua romana, y de esta época todavía se conserva una cisterna romana, del siglo III en el paraje denominado la Fuente Grande. Es probable que el asentamiento romano en Fuentealbilla se debiese a sus salinas, dado que la sal era un producto muy apreciado en la antigüedad. De la salinas proviene probablemente el nombre de Fuentealbilla, dado que la segunda parte del topónimo albilla, procedería del latín albus, blanco. Así, podemos deducir que el topónimo significa Fuente Blanquilla, por el color del agua salina.
La Edad Media es una época de la que no tenemos mucha información, si bien el núcleo poblacional de Fuentealbilla fue reconquistado a los musulmanes en el 1212 por Alfonso VIII y sería repoblado por población cristiana, formando parte del denominado "Estado de Jorquera", dependiente del Señorío de Villena.
En 1833, Fuentealbilla sería segregado de la provincia de Cuenca y pasaría a integrar la provincia de Albacete.
En el siglo XIX, el político liberal Pascual Madoz describía así Fuentealbilla en su Diccionario:
FUENTE ALBILLA: 1. con ayuntamiento en la provincia y audiencia territorial de Albacete, partido judicial de Casas lbañez, Capitanía General de Valencia, diócesis de Cartagena, cuyo obispo reside en Murcia. Situada en un valle y atravesado por una cañada, goza de buena ventilación y clima sano, sin que se conozcan enfermedades especiales : tiene 250 casas, la consistorial arruinada, por cuyo motivo se ha habilitado un edificio , destinado á entrojar los granos del pósito pio, para que pueda celebrar sus sesiones el ayuntamiento y sirva de cárcel; hay otro edificio llamado Tercia; escuela de instrucción primaria concurrida por unos 40 alumnos, a cargo de un eclesiástico que percibe por su desempeño 1.500 reales, además de la retribución de los discípulos y el alquiler de la casa; otra escuela de niñas frecuentada por 20 alumn a s , bajo la dirección de una maestra dotada con 500 reales y las retribuciones de aquellas; una hermosa fuente que consiste en un pilón de piedra de sillería, en cuyo centro se eleva una columna cilíndrica y en la cúspide de esta hay una gran taza que arroja continuamente 4 abundantes caños, de buenas aguas, de las que se surte el vecindario para beber y demás usos domésticos; se halla colocada en una deliciosa llanura que llaman plaza, en la cual se ven sauces llorones y olmos, llamando particularmente la atención uno de estos últimos, por su frondosidad y grueso tronco : dentro de la población hay una buena ermita (el Santísimo Cristo del Valle) y una iglesia parroquial (Santiago el Mayor) servida por un cura párroco de entrada y el presbítero que desempeña el magisterio de instrucción primaria; el cementerio público está contiguo á la parroquia. confina el término, N. Villamalea; E . Casas lbañez; S. Abengibre, y O. Golosalbo; dentro de esta circunferencia se encuentran unas salinas, a cargo de un administrador, fiel y otros dependientes nombrados por el Gobierno , en las cuales se elaboran al año de 4 a 5.000 arrobas de muy buena sal de agua, que se depositan para su espendicion en un almacén contiguo a la fábrica; hállanse también muchas fuentes de aguas dulces; un baño de mampostería, en figura de bóveda, de 30 pies de longitud, 8 de lateral y 12 de elevación; un estanque llamado Galayo de no mucha circunferencia, pero de inmensa profundidad; las ruinas de una ermita (San Marcos) demolida por los franceses en la guerra de la Independencia; vestigios de 2 poblaciones, una al E. y otra al O ., en las cuales se han encontrado algunos objetos curiosos, entre ellos una cabeza de caballo, de piedra y una moneda árabe; finalmente, a la parte del S. está la aldea del Molar, compuesta de 2 buenas casas. El terreno es quebrado con diferentes cañadas y valles y algunos llanos; su calidad en lo general es fuerte y muy feraz en los valles y hondos, cuando el año es abundante de aguas ; comprende algunos trozos de regadío y varias huertas fértilizadas por 2 cañadas y los manantiales que brotan en el término; hay muy poco monte arbolado, y este solo de lenas de combustible. CAMINOS: los locales, en nulísimo estado, principalmente en tiempo de lluvias; ya por la escabrosidad del terreno, ya por su calidad arcillosa, CORREO: se recibe y despacha 2 veces a la semana en la estafeta de Tarazona por un balijero. PROD.: trigo, guija, centeno, cebada, avena, escanda, vino, azafrán, cáñamo, patatas, judias, pimientos, tomates, chollas, zanahorias, lenas de combustible y yerbas de pasto ; se cria ganado lanar , y las caballerías necesarias para la agricultura ; caza de liebres, conejos, perdices, tejones , aves frías y en su tiempo codornices, I N D . : la agrícola, un molino harinero , fabricación de yeso de superior calidad , del que hay muchas canteras, asi como de piedras de molino ; telares de ropas ordinarias de lana y lienzos de cáñamo, y algunos de los oficios y artes mecánicas mas indispensables, COMERCIO: esportacion de azafrán, yeso, ganados y sobrante de cereales y patatas, é importación de los artículos de consumo que fallan ; hay 3 tiendas de ropas y comestibles y algunos cortos capitalistas se dedican al tráfico de ganado de cerda , azafrán y cañamones, POBL.: 255 vecinos, 1.117 almas. CAP. PROD.: 4.801,580 reales. IMP. : 230,279 reales. CONTR.: 19,055. PRESUPUESTO MUNICIPAL: 10,000 reales, se cubre con los productos en arrendamiento de los terrenos valdios, varios censos y reparto vecinal.

## Geografía humana

### Demografía
Cuenta con una población de 1799 habitantes (INE 2024).
| Gráfica de evolución demográfica de Fuentealbilla entre 1842 y 2021 |
| |
| Población de derecho según los censos de población del INE Población de hecho según los censos de población del INEEn estos censos se denominaba Fuente-Albilla: 1842 y 1857 En este censo se denominaba Fuentealvilla: 1860 Entre el censo de 1897 y el anterior, crece el término del municipio porque incorpora a 02036 (Golosalvo) Entre el censo de 1930 y el anterior, disminuye el término del municipio porque independiza a 02036 (Golosalvo) |

## Administración
Los resultados de las elecciones municipales de 2015 dieron como resultado la victoria del PP (con 600 votos, 5 concejales y un 50,13% de los votos) frente al PSOE (que obtuvo 564 votos, 4 concejales y un 47,12%). En las siguientes municipales de 2019 el PP volvió a ganar la mayoría frente al PSOE repitiendo ambos los mismos concejales que en 2015.
| Elecciones Municipales en Fuentealbilla (2023) |       |          |            |
| Partido político                               | Votos | %Válidos | Concejales |
| Partido Socialista Obrero Español (PSOE)       | 486   | 42,51%   | 4          |
| Partido Popular (PP)                           | 479   | 41,90%   | 4          |
| Agrupación de elecores Somos Fuentealbilla     | 152   | 13,29%   | 1          |

## Comunicaciones y transporte público
La línea de autobús 725 (Villatoya - Casas-Ibáñez - Albacete) parte entresemana de Villatoya hacia la ciudad de Albacete, pasando por Alborea, durando el viaje aproximadamente 1 hora. Los fines de semana, sale desde Casas-Ibáñez y pasa por Mahora, Fuentealbilla y Golosalvo, hasta llegar a la capital de la provincia.

## Patrimonio

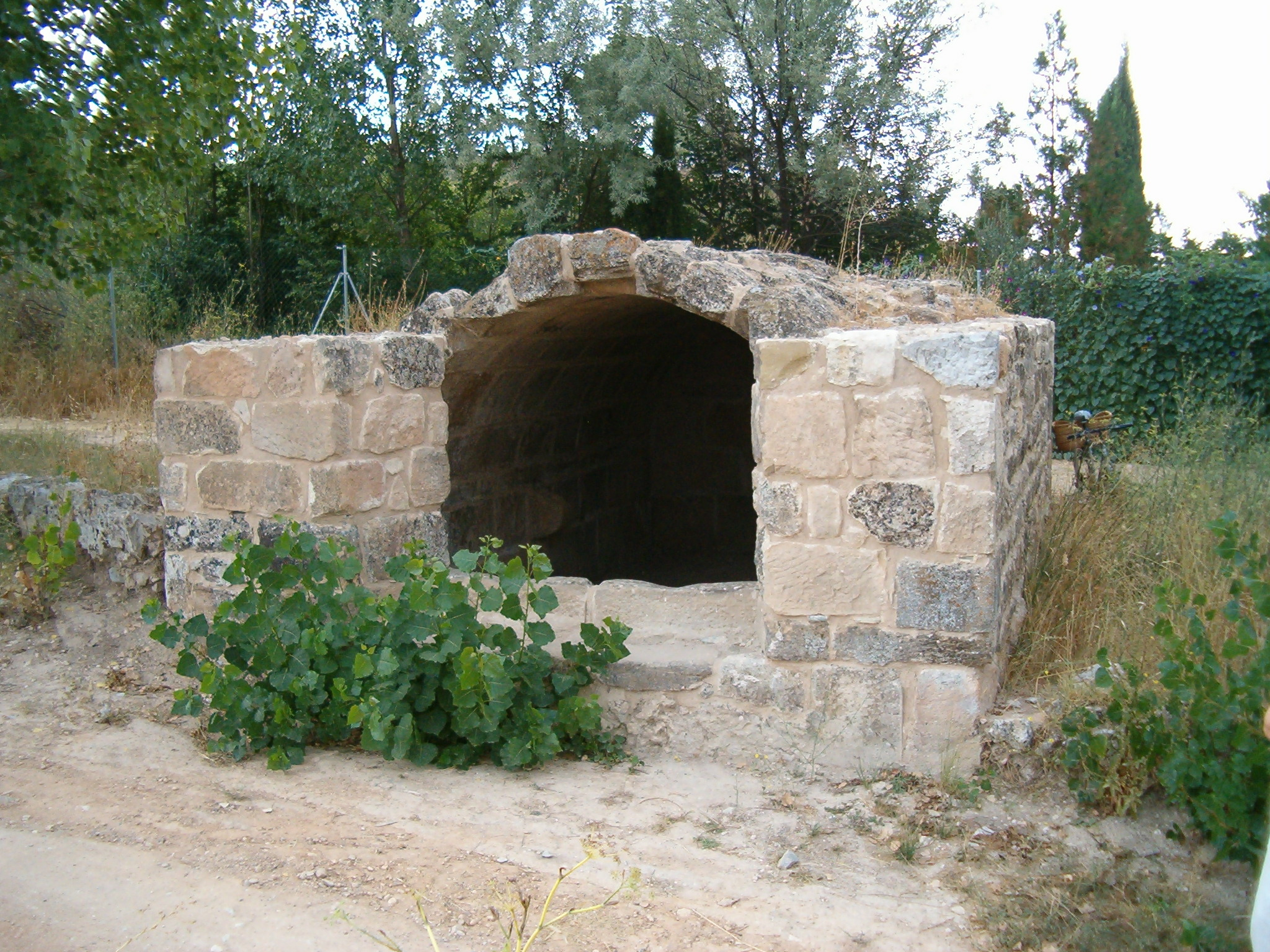
La llamada fuente Grande es una cisterna romana

Fueron famosas sus salinas, explotadas desde la época romana y que han funcionado hasta la década de 1990. De la época romana se conserva una cisterna del siglo III d. C.
En 2008 fue hallada la figura, tallada en piedra, de una cabeza humana de la época romana, encontrada por un agricultor que se encontraba arando sus tierras. En cumplimiento de la Ley de Patrimonio fue entregada al Museo Arqueológico de Albacete, donde fue limpiada y se comenzaron los estudios para determinar su antigüedad, aunque se estima que fue tallada en el siglo III.